# Epizootic hemorrhagic disease virus
Il virus della malattia emorragica epizootica o epizootic hemorrhagic disease virus spesso abbreviato EHDV, è un virus a doppio filamento di RNA del genere Orbivirus, un membro della famiglia Reoviridae. È l'agente eziologico della malattia emorragica epizootica, questa è una malattia acuta, infettiva e spesso fatale dei ruminanti selvatici.
In Nord America, il ruminante più gravemente colpito è il cervo dalla coda bianca (Odocoileus virginianus), sebbene possa infettare anche il cervo mulo, il cervo dalla coda nera, l'alce, la pecora bighorn e l'antilope pronghorn.
Viene spesso erroneamente scambiato con il "virus della lingua blu" (BTV), questo è un altro Orbivirus che, come l'EHDV, fa sì che l'ospite sviluppi una caratteristica lingua blu a causa dell'emorragia sistemica e della mancanza di ossigeno nel sangue. 
Nonostante mostrino somiglianze cliniche, questi due virus sono geneticamente distinti.

## Storia
In tutto il mondo sono stati identificati otto sierotipi di EHDV.
Storicamente, solo i sierotipi EHDV-1 ed EHDV-2 sono stati trovati in Nord America, ma ricerche recenti ne hanno scoperto almeno un altro nel Midwest e nel sud degli Stati Uniti
L'EHDV può essere diffuso solo da un insetto vettore. In Nord America, il vettore comune è il moscerino pungente (Culicoides variipennis).
Il primo focolaio identificato di EHDV negli Stati Uniti nel 1955 causò la morte di diverse centinaia di cervi dalla coda bianca nel New Jersey e nel Michigan. Altri casi di decessi simili all'EHDV sono stati segnalati prima del 1955 (fino al 1890).
In Italia è stato isolato per la prima volta il virus in alcuni capi bovini di aziende localizzate nel Sud Sardegna, ad Arbus, nel novembre 2022; cosa che ha comportato da parte del Ministero della Salute una risposta consistente nella chiusura totale, per un periodo tra le tre e le quattro settimane, ed alle movimentazione al di fuori dell’Isola e all’interno del territorio dei capi bovini.
Il patogeno, che si diffonde tramite gli insetti culicoidi, potrebbe esser stato veicolato, dal nord-Africa fino all'isola, dai venti dei deserti.